# 요아힘 파이퍼
요아힘 "요헨" 파이퍼(독일어: Joachim "Jochen" Peiper, 1915년 1월 30일 ~ 1976년 7월 13일)는 나치 독일의 히틀러의 직속부대였던 무장SS의 기갑부대 지휘관이다. 파이퍼는 라이프슈탄다르테 사단 예하 기갑연대장을 지냈으며, 그의 부대는 많은 전공을 세웠으나, 여러 전범 혐의에 연루되었다. SS연대지도자(대령급)로 종전을 맞았고, 후에 전범 재판에 기소되어 1956년 12월 13일에 풀려났다. 이후 프랑스로 이주했으나, 신원이 밝혀지지 않은 괴한이 그를 흉기로 가격한 뒤에 자택에 방화하여 사망했다.

## SS 입대 이전
독일 제국 베를린에서 태어났다. 아버지는 제1차 세계 대전 참전 용사였으며 한스하소와 호르스트라는 두 명의 형이 있었다. 한스하소는 정신질환이 있었으며, 자살 시도 후 식물인간 상태로 병원에서 지내다가 1942년에 사망했다. 호르스트는 무장친위대 대위로, 동성애자설에 시달리다가 1941년에 자살했다. 힘러의 부관으로 근무하던 당시 3살 연상의 지구르트 힌릭센과 결혼해서 슬하 1남 2녀를 두었다.

## SS 입대와 초기 행적
1933년, SS특무부대에 입대했다. 지원서를 살펴본 요제프 디트리히는 그의 "라이프슈탄다르테" 입대를 승인했다. "라이프슈탄다르테" 예하 기갑부대 지휘관으로 발령나기 전인 초기 SS시절에는 하인리히 힘러의 부관으로 복무했다. 특히 파이퍼를 총애했던 힘러는 파이퍼의 영전에 매우 각별한 관심을 보였다. SS 내부에서 높은 평가를 받고 있었던 파이퍼는 29살의 젊은 나이에 SS연대지도자(대령급)로 승진했을 뿐 아니라, 당시 독일군 최고 명예훈장 중 하나인 백엽 검 기사십자 철십자장을 히틀러에게 직접 수여받기도 했다.

## 제2차 세계대전의 파이퍼
파이퍼는 여러 주요 전투에 참전한 경험이 있는 유능한 전투 지휘관이었다. 많은 부하들이 이 "카리스마적인 지휘관"에게 열렬한 충성심을 보였다. 1943년 동부 전선에서 벌어진 제3차 하리코프 공방전 및 쿠르스크 전투를 포함해 파이퍼는 주목할 만한 전투에 여러 번 참전했다. 요제프 디트리히 휘하 제6 기갑군 소속으로 "라인 강의 수비" 작전에 참가한 라이프슈탄다르테 사단 예하 병력들이 중심으로 편성된 파이퍼 전투단을 지휘한 일은 특히 유명하다. 파이퍼 전투단은 미군의 포격과 전차들의 강력한 저항에도 불구하고 연료가 바닥이 날 때까지 진격해 벨기에 라 글레이즈에 이르렀다. 결국, 파이퍼는 6대의 쾨니히스티거를 포함해 수많은 전차를 마을에 방기하고 아군 진영으로 800여명의 부하와 도보로 후퇴할 수밖에 없었다.

## 전쟁범죄
요아힘 파이퍼는 크게 2건의 전쟁 범죄 사건에 관련된 혐의를 받았다. 보베 학살과 말메디 학살 2건이다.

### 보베 학살과 파이퍼
보베 학살이라 불리는 전쟁 범죄 행위를 저질렀다는 혐의를 받았지만 재판에는 기소되지 않았다. 1968년 독일 법무성은 파이퍼에게 기소할 만한 혐의가 전혀 없다고 밝혔고, 1968년 12월 3일 사건은 공식적으로 종결되었다.
주목할 만한 또다른 사실을 언급하면, 이탈리아에서 종군하던 당시 파이퍼는 이탈리아 정부가 신병을 구속한 일단의 유태인을 발견했다. 그들의 신병을 확보한 파이퍼는 그 후 그들을 자유의 몸이 되게 해주었다. 그 중 하나였던 한 랍비는 나중에 벌어진 전쟁 범죄 재판에서 파이퍼의 결백에 대해 증언했다.

### 말메디 학살과 파이퍼
제2차 세계대전 종전 후, 파이퍼는 아르덴 공세에서 라 글레즈로 이동하던 중 파이퍼의 지휘하에 약 300명의 미군 포로를 총살한 것과 스타벨롯에서 여성과 어린이를 포함한 131명의 벨기에인을 살해한 혐의로 다른 무장SS 병사들과 함께 말메디 학살 재판에 기소되었다.
재판 중 파이퍼와 부하들은 가족을 러시아인에게 넘기겠다는 협박을 받으며 구타당하는 고문을 당했다. 이 때문에 파이퍼는 부하들을 방면한다면 모든 죄를 자백하겠다고 밝혔지만 원고 측은 이를 거부했다. 미국 제30 보병사단의 119연대 소속 대대장 해롤드 D. 맥코운 소령은 재판에서 파이퍼에 유리한 증언을 했지만, 재판분위기를 바꿀수는 없었다.
재판에서 파이퍼가 포로를 처형하라는 명령을 적어도 두번 내렸다는 것은 여러 증언에 의해 확인되었다. 벨기에 민간인을 사살한 혐의에 대해서는 파이퍼는 그들이 파르티잔이었다고 답했다.
파이퍼와 그의 부하들에게는 유죄가 선고되었고, 교수형이 언도되었다. 파이퍼는 직접 감독자로서 책임을 묻게 된 것이다. 후에 파이퍼는 부하들을 총살형에 처해달라고 요청했지만, 이 요구 또한 거절 당하고 말았다. 무장SS는 국방군과 달리 군인으로서 대우를 받지 못했던 것이다. 다수의 자백이 교수형에 처하겠다는 협박과 피의자들에 대한 가혹한 대우 등 부당한 강요를 통해 이루졌다는 사실이 문제시되면서 말메디 학살 사건 관련 피고자 다수에게 선고된 형이 감형되었다. 대부분의 감옥 생활을 독방에서 보낸 파이퍼는 11년 6개월의 형기를 마치고 1956년 12월 13일 감형으로 풀려났다.

## 석방 후 파이퍼
석방 후, HIAG의 주선으로 포르셰에 취직하여, 해외 판촉 직원으로 일하려고 했으나, 전범으로서 외국의 기피인물이었기 때문에 곧 퇴직하였다. 1960년대부터는 연합국이 아니라 서독에서도 과거청산작업의 일환으로 그동안 도피해왔던 전범들을 기소하기 시작했으며, 이러한 분위기에서 파이퍼는 서독에서도 살기 어려웠다. 특히 보베 학살 사건에 대해 추척해 온 이탈리아인이 파이퍼를 고발하여 파이퍼는 다시 심판대에 섰다. 여기에 이탈리아에서 유대인을 체포하여 수용소로 넘겼다는 혐의도 있었다. 그러나 이것들은 증거불충분으로 기소되지는 않았다. 또한 전범인 베르너 베스트의 재판에 파이퍼는 다시 한번 법정에 섰으나, 기억에 없다는 증언을 반복하여 법적처벌을 모면하였다. 이후 잡지의 자유기고가등을 하다가 자신의 소유인 프랑스 별장이 있는 프랑스 오트 소느 트라브에 가족들과 함께 정착했다. 여기서 그는 라이너 부쉬만(Rainer Buschmann)이라는 가명으로 영국의 군사서적을 독일어로 번역하는 일을 하였다.
이곳에서 그는 프랑스 공산당 소속의 저항운동가에게 신원이 노출되었다. 이것은 프랑스 공산당에 보고되었고, 프랑스 공산당의 기관지 뤼마니테(L'Humanité)는 이 사실을 보도하였다. 1976년 7월 14일 파이퍼를 죽일 거라는 문구가 파이퍼의 집 담벼락에 쓰여졌다. 암으로 투병 중인 아내를 먼저 피신시킨 파이퍼는 1976년 7월 13일 밤, 자택에 투척된 화염병으로 인해 사망하고 말았다. 그의 시신은 심하게 훼손되어 있었는데, 부검 결과 방화가 이루어지기 전에 다수의 공격으로 인해 신체가 크게 훼손되었다는 점이 밝혀졌다. 실행범들은 기소되지 않았지만, 프랑스 저항운동가나 공산주의자들의 범행으로 추정되고 있다.

## SS 시기의 경력

### 진급 내역
- 1933년 10월 16일 SS훈련병
- 1934년 1월 23일 SS일병
- 1934년 9월 7일 SS상병
- 1934년 10월 10일 SS병장
- 1935년 3월 1일 SS하사
- 1935년 9월 11일 SS중사
- 1936년 3월 5일 SS상사
- 1936년 4월 20일 SS소위
- 1939년 1월 30일 SS중위
- 1940년 6월 6일 SS대위
- 1943년 1월 30일 SS소령
- 1943년 11월 11일 SS중령
- 1945년 4월 20일 SS대령

### 서훈 내역
- 1940년 2급 철십자장
- 1940년 1급 철십자장
- 1940년 SS명예반지
- 1940년 보병돌격장 동장
- 1942년 동부전선 종군장
- 1943년 백병전장 동장
- 1943년 백병전장 은장
- 1943년 독일 황금십자장
- 1943년 3월 9일 기사십자 철십자장 (제2 SS기갑척탄병연대 3대대장)
- 1944년 1월 27일 백엽 기사십자 철십자장 (377번째, 제1 SS기갑연대장)
- 1945년 1월 11일 백엽 검 기사십자 철십자장 (119번째, 제1 SS기갑연대장)

## 참고 문헌
- Agte, Patrick (2000). Jochen Peiper: Commander Panzerregiment Leibstandarte. J.J. Fedorowicz Publishing, Inc. ISBN 0-921991-46-0
- Reynolds, Michael (2004). The Devil’s Adjutant: Jochen Peiper, Panzer Leader, Casemate Publishers and Book Distributors; Pbk edition. ISBN 1-86227-156-9
- Watt, Jim. "Jochen Peiper: Maligned Hero and Selected Campaign Series Notes." November 2001. <https://web.archive.org/web/20070928022453/http://www.warfarehq.com/articles/cs_articles/maligned_hero.shtml>.
- Williamson, Gordon (2003). Waffen-SS Handbook 1933-1945, Sutton Publishing Ltd. ISBN 0-7509-2927-8
- No Author. "Joachim Peiper." <https://web.archive.org/web/20020111180547/http://www.geocities.com/wolfram55/jjp.html>.
- No Author. "Malmedy Massacre Trial." <http://www.scrapbookpages.com/DachauScrapbook/DachauTrials/MalmedyMassacre03.html 보관됨 2007-09-16 - 웨이백 머신>.